# 石巻日和倶楽部
石巻日和倶楽部（いしのまきひよりくらぶ）は、宮城県石巻市に本拠地を置き、日本野球連盟に加盟している社会人野球のクラブチームである。
函館太洋倶楽部、JR北海道に続き、日本で3番目に古い歴史を持つ。

## 概要
1914年に毛利理惣治（1965年に死去）が中心となり『石巻日和倶楽部』を設立し、毛利は1931年に私財を投じて石巻市に水押球場を建設した。
1942年から1945年は戦争の影響で活動を休止し、終戦後の1946年から活動を再開した。
1949年、水押球場を石巻市に寄付した。
1991年、全日本クラブ野球選手権大会に初出場（初戦敗退）。翌1992年には同大会で初勝利をあげた。
2011年、東日本大震災により被災し活動を休止する。
2012年3月30日に活動を再開するも、水押球場にはプレハブ仮設住宅が建設され、部員たちの仕事もまちまちで練習時間や練習場所の確保が大きな課題となっている。
2014年に創部100周年となり、2015年7月18日に行なわれた第86回都市対抗野球大会の開会式において、JR北海道（1909年創部、北海道札幌市）・桂クラブ（1915年創部、山梨県都留市）・新潟コンマーシャル倶楽部（1916年創部、新潟県新潟市）と共に創部100年以上の特別表彰を受けた。

## 沿革
- 1914年 - 『石巻日和倶楽部』として創部
- 1942年 - 戦争の影響で活動休止
- 1946年 - 活動再開
- 1991年 - 全日本クラブ野球選手権大会に初出場（初戦敗退）
- 2011年 - 東日本大震災の影響で活動休止
- 2012年 - 活動再開
- 2014年 - 創部100周年

## 主な出身プロ野球選手
- 佐藤文彦 - 1982年ドラフト外でロッテオリオンズに入団